# Былино (Московская область)
Былино — деревня в Сергиево-Посадском районе Московской области, в составе муниципального образования Сельское поселение Шеметовское (до 29 ноября 2006 года входила в состав Шабурновского сельского округа).

## Население
| 2002 | 2010 |
| ---- | ---- |
| 6    | ↗12  |

## География
Былино расположено примерно в 40 км (по шоссе) на северо-запад от Сергиева Посада, у истоков безымянного ручья бассейна реки Корешковки (левый приток Дубны), высота центра деревни над уровнем моря — 144 м.
Деревня связана автобусным сообщением с райцентром и соседними населёнными пунктами. На 2016 год в деревне зарегистрировано 1 садовое товарищество.